# Trzcina
Trzcina (Phragmites L.) – rodzaj roślin należący do rodziny wiechlinowatych. Należy do niego 4–5 gatunków. Rodzaj jest niemal kosmopolityczny, brak go tylko w Oceanii, na północy Ameryki Północnej, w Brazylii. Najszerzej rozprzestrzenionym gatunkiem jest trzcina pospolita (Phragmites australis) – jedyny przedstawiciel rodzaju w Polsce. Jest to też gatunek typowy rodzaju. Wszystkie gatunki tu należące są roślinami wodnymi i bagiennymi, często pokrywającymi rozległe obszary.
Trawy te użytkowane są przemysłowo jako materiał budowlany, służą także jako surowiec celulozowy, w ograniczonym stopniu jako rośliny pastewne i ozdobne.

## Morfologia
PokrójTrawy o grubych i sztywnych źdźbłach, z silnie rozwiniętym systemem korzeniowym i z podziemnymi oraz nadziemnymi rozłogami.
LiścieZ otwartymi pochwami liściowymi, ze zwiniętymi za młodu blaszkami, dojrzałe sztywne, płaskie lub zwijające się na brzegach. U nasady blaszki ostróg brak, w miejscu języczka znajdują się włoski.
KwiatyZebrane po 3–11 w kłoski, a te w wiechowate kwiatostany złożone. Skrajne kwiaty w kłosku często płonne lub tylko męskie. Kwiaty płodne osadzone są na osadkach pokrytych włoskami osiągającymi długość równą kłoskom. Plewy są 3–5-nerwowe, krótsze od kłosków. Plewki są zwykle 3-nerwowe, tępe lub zaostrzone, górna zakończona jest ością.

## Systematyka
Pozycja systematyczna według APweb (aktualizowany system APG IV z 2016)
Rodzaj należący do rodziny wiechlinowatych (Poaceae), rzędu wiechlinowców (Poales). W obrębie rodziny należy do podrodziny Arundinoideae, plemienia Arundineae.
Wykaz gatunków
- Phragmites australis (Cav.) Trin. ex Steud. – trzcina pospolita
- Phragmites japonicus Steudel
- Phragmites karka (Retz.) Trin. ex Steud.
- Phragmites mauritianus Kunth